# 💉
💉  is een teken uit de Unicode-karakterset dat een injectiespuit voorstelt. Deze emoji is in 2010 geïntroduceerd met de Unicode 6.0-standaard.

## Betekenis
Deze emoji geeft in principe de injectiespuit weer, maar wordt ook gebruikt om andere medische handelingen mee te duiden. Sedert december 2020 wordt deze emoji ook gebruikt om vaccinatie mee aan te geven; om dit gebruik een wat vriendelijker voorkomen te geven verwijderde Apple in haar implementatie van deze emoji de druppels bloed aan het einde van de naald.

## Codering

De Twemoji-implementatie

### Unicode
In Unicode vindt men de 💉 onder de code U+1F489  (hex).

### HTML
In HTML kan men in hex de volgende code gebruiken: &#x1F489;

### Shortcode
In software die shortcode ondersteunt zoals Slack en GitHub kan het karakter worden opgeroepen met de code :syringe:.

### Unicode-annotatie
De Unicode-annotatie voor toepassingen in het Nederlands (bijvoorbeeld een Nederlandstalig smartphonetoetsenbord) is injectiespuit. De emoji is ook te vinden met de sleutelwoorden spuit, dokter, medicijn, en naald.